# Pháo tự động

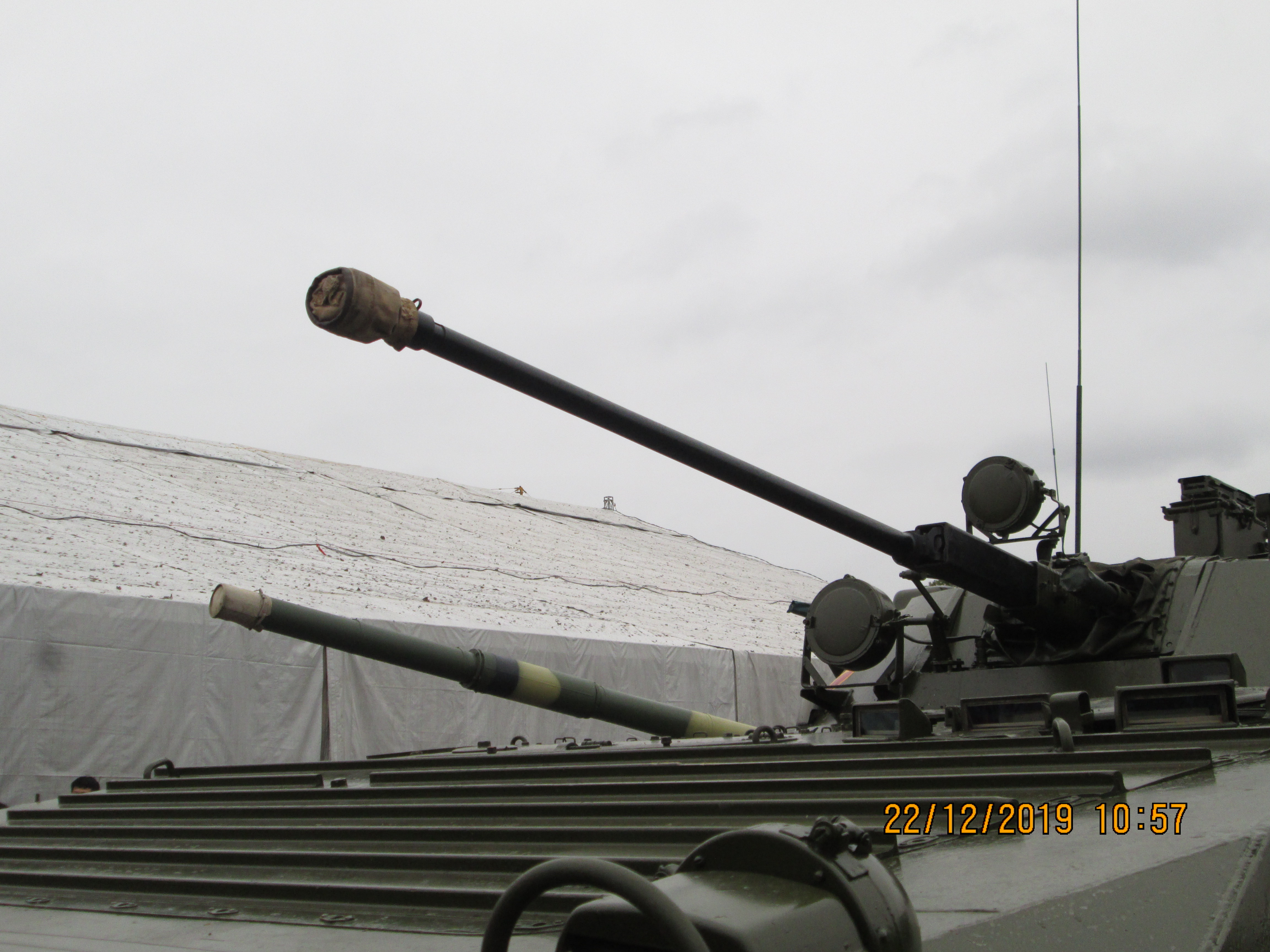
Pháo tự động cỡ nòng 30mm kiểu 2A42 trên xe chiến đấu bộ binh BMP-2 của Quân đội nhân dân Việt Nam

Pháo tự động (tiếng Anh: autocannon, n.đ. 'nòng tự động') là một loại súng tự động có khả năng bắn các loại đạn có kích thước từ 20 mm cho đến 60 mm với tốc độ cao (hoặc rất cao). Việc tự động nạp đạn của các mẫu pháo tự động thường sử dụng các cơ cấu tự động nạp đạn được sử dụng phổ biến nhất trên các khẩu súng máy, đó chính là trích khí và nạp đạn bằng lực giật. Ngoài ra, với các mẫu pháo tự động 6 nòng (hoặc 7 nòng) như M61 Vulcan hay GAU-8 Avenger của Mỹ thì chúng sử dụng động cơ điện hoặc các hệ thống thủy lực hay khí nén để quay các nòng pháo. Việc nạp đạn và khai hoả cũng diễn ra đồng thời với việc quay các nòng pháo nên tốc độ bắn của các mẫu pháo 6 hoặc 7 nòng này rất khủng khiếp, từ 6000 cho đến 9000 phát mỗi phút. Chúng có uy lực và tầm bắn hiệu quả lớn hơn nhiều so với súng máy nên thường được sử dụng để tiêu diệt các mục tiêu có tính cơ động cao trên mặt đất, mặt nước và trên không. Các mẫu pháo tự động thường có kích thước nhỏ hơn các loại pháo dã chiến hay các loại pháo khác. Chúng có thể sử dụng nhiều loại đạn khác nhau như các loại đạn thông thường, đạn nổ mạnh hay các loại đạn xuyên giáp.
Mặc dù có tốc độ bắn cao nhưng do sử dụng loại đạn có kích thước và động năng lớn nên nòng của các pháo tự động thường nhanh chóng bị quá nhiệt nếu bắn liên tục trong một thời gian dài, nhưng trên thực 
tế thì các mẫu pháo tự động rất hiếm khi đạt được tốc độ bắn tối đa như trên lý thuyết bởi vì sự điều chỉnh tốc độ bắn của tổ vận hành cũng như thời gian nạp lại đạn của chúng. Các mẫu pháo nòng xoay (hay còn được gọi là pháo Gatling) có thể duy trì tốc độ bắn cao trong thời gian dài hơn các mẫu pháo nòng đơn và nòng đôi nhờ vào việc khi một nòng khai hoả thì các nòng khác sẽ có thời gian "nghỉ" (nhả vỏ đạn đã sử dụng ra khỏi nòng và nạp đạn vào nòng, chuẩn bị cho chu kỳ bắn tiếp theo) để các nòng được làm mát (có thể làm mát bằng chất lỏng (hoặc không khí), tùy thuộc vào tốc độ bắn và vị trí tác chiến của chúng. Việc làm mặt nòng của các mẫu pháo tự động (kể cả pháo nòng đơn hay pháo nòng xoay) bằng chất lỏng là việc rất quan trọng, chúng giúp kéo dài tuổi thọ sử dụng của nòng pháo và tránh cho nòng pháo bị quá nhiệt dẫn đến hỏng hóc sau một thời gian khai hoả. Các mẫu pháo tự động nhìn chung đều có kích thước rất cồng kềnh và nặng nề nên chúng thường được trang bị trên các phương tiện cơ giới (như xe tăng, xe bọc thép, xuồng cao tốc, các loại tàu chiến mặt nước (tàu phóng lôi, tàu khu trục, tàu tuần dương, thiết giáp hạm, và tàu sân bay), và máy bay quân sự) để tăng tính cơ động trong tác chiến.
Một loại súng tự động khác gần như tương tự pháo tự động chính là súng phóng lựu tự động. Loại súng này thường được gắn trên các bệ chống ba chân hay trên các phương tiện cơ giới, chúng bắn các loại đạn nổ với tốc độ bắn cao nhưng chúng có kích thước nhỏ, trọng lượng nhẹ, sơ tốc thấp và tầm bắn ngắn hơn nhiều (chỉ khoảng từ 800 cho đến 2200 mét) so với tầm bắn lên tới vài km của các loại pháo tự động.

## Lịch sử

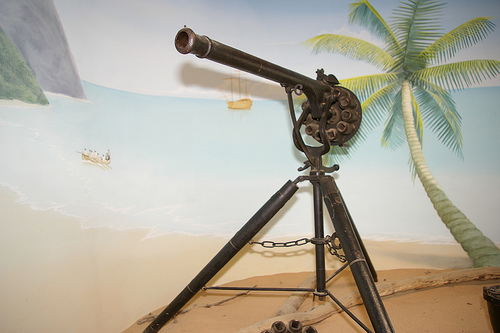
Khẩu Puckle của James Puckle

Khẩu Puckle do James Puckle giới thiệu tại Luân Đôn trong thế kỷ 18 là tiền thân của pháo tự động hiện đại. Nó có một bệ chống ba chân nặng với một nòng duy nhất và ổ đạn xoay với 9 viên. Nó sử dụng một tay quay để quay ổ đạn và bắn khi ổ đạn khớp với nòng. Mặc dù loại súng này có tốc độ bắn và tốc độ nạp đạn cao hơn so với bất kỳ loại súng hỏa mai đánh lửa vào thời đó nhưng nó lại không thu hút được sự quan tâm của quân đội Anh hay bất kỳ nhà đầu tư nào. Các nỗ lực ban đầu của các loại súng có tốc độ bắn nhanh đã không thu hút được sự chú ý để sử dụng rộng rãi vì giới hạn công nghệ như việc quá khó để bảo quản và sửa chữa. Các loại súng này không được phát triển tiếp cho đến thế kỷ 19 khi mà các cách nạp đạn nhanh như vỏ đạn được phát triển cho phép mang nhiều đạn và thuốc súng không khói được sử dụng thì nhu cầu về các loại súng có tốc độ bắn nhanh bắt đầu xuất hiện.

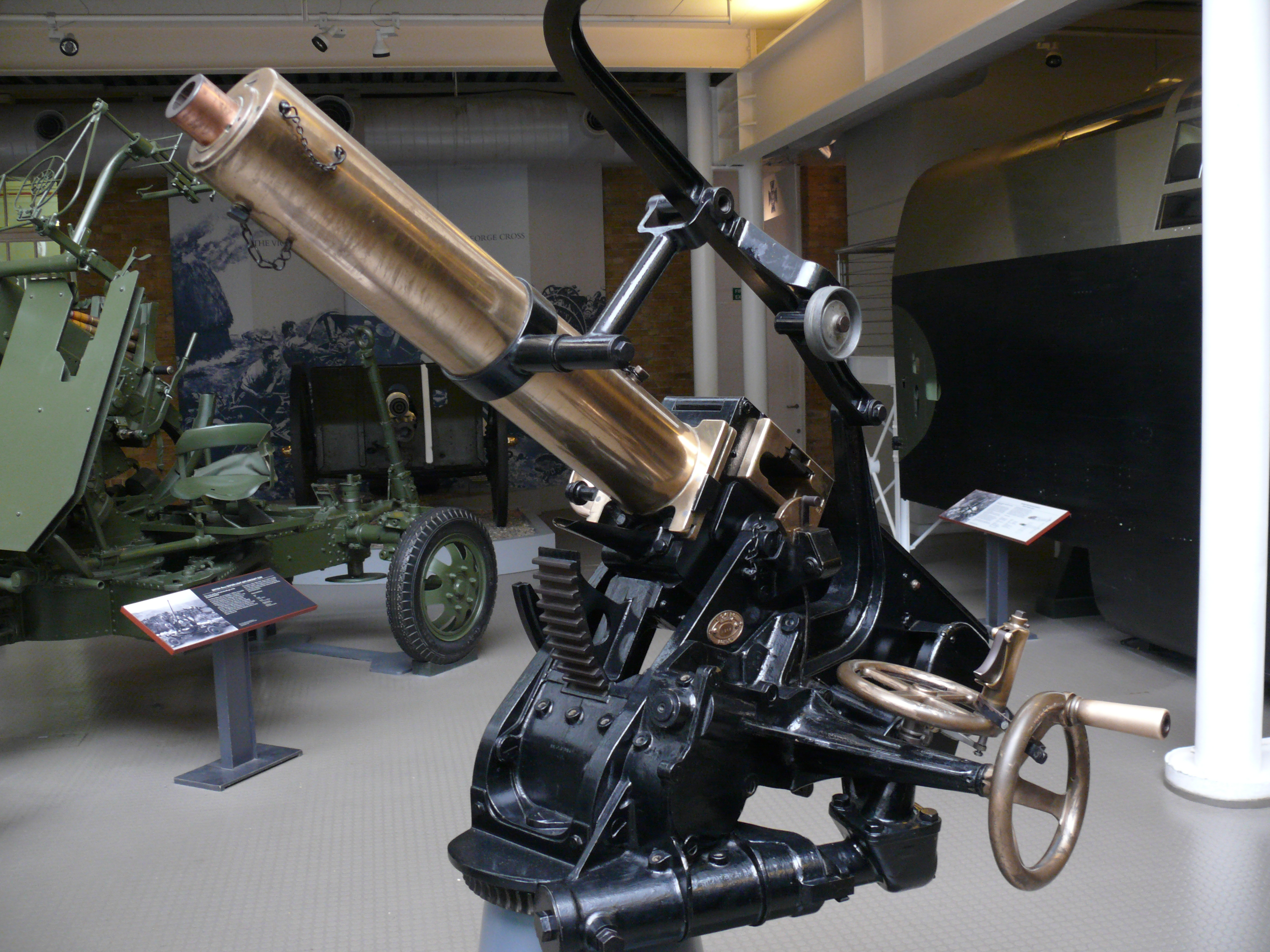
Khẩu QF 1 pounder

Khẩu pháo tự động hiện đại đầu tiên là khẩu QF 1 pounder của Anh còn được gọi là "pom-pom". Về bản chất thì nó là bản phóng lớn của khẩu HMG Maxim loại súng máy tự động thành công đầu tiên với khả năng tự động nạp đạn mà không cần con người tác động vào. Khẩu pom-pom bắn loại đạn nổ nặng 1 pounder với tốc độ 200 viên/phút, nhanh hơn nhiều so với các loại pháo thông thường trong khi tầm bắn và hỏa lực mạnh hơn súng trường.
Trong Chiến tranh thế giới thứ nhất, pháo tự động thường được dùng nhiều với vai trò như các loại pháo phòng không. Khẩu pom-pom đã được sử dụng để chống lại các khí cầu Zeppelin của Đức thường hay ném bom Luân Đôn. Nhưng chúng rất ít hiệu quả vì các đầu đạn thường không thể đâm xuyên vào khinh khí cầu hay phát nổ trước khi chạm vào bề mặt của khinh khí cầu. Những nỗ lực để để sử dụng chúng trên các máy bay có các thành công hạn chế. Khẩu QF 2 pounder hiệu quả hơn đã được sử dụng trong hải quân để phòng không cũng như dùng trong các cuộc hải chiến hay hỗ trợ mặt đất.

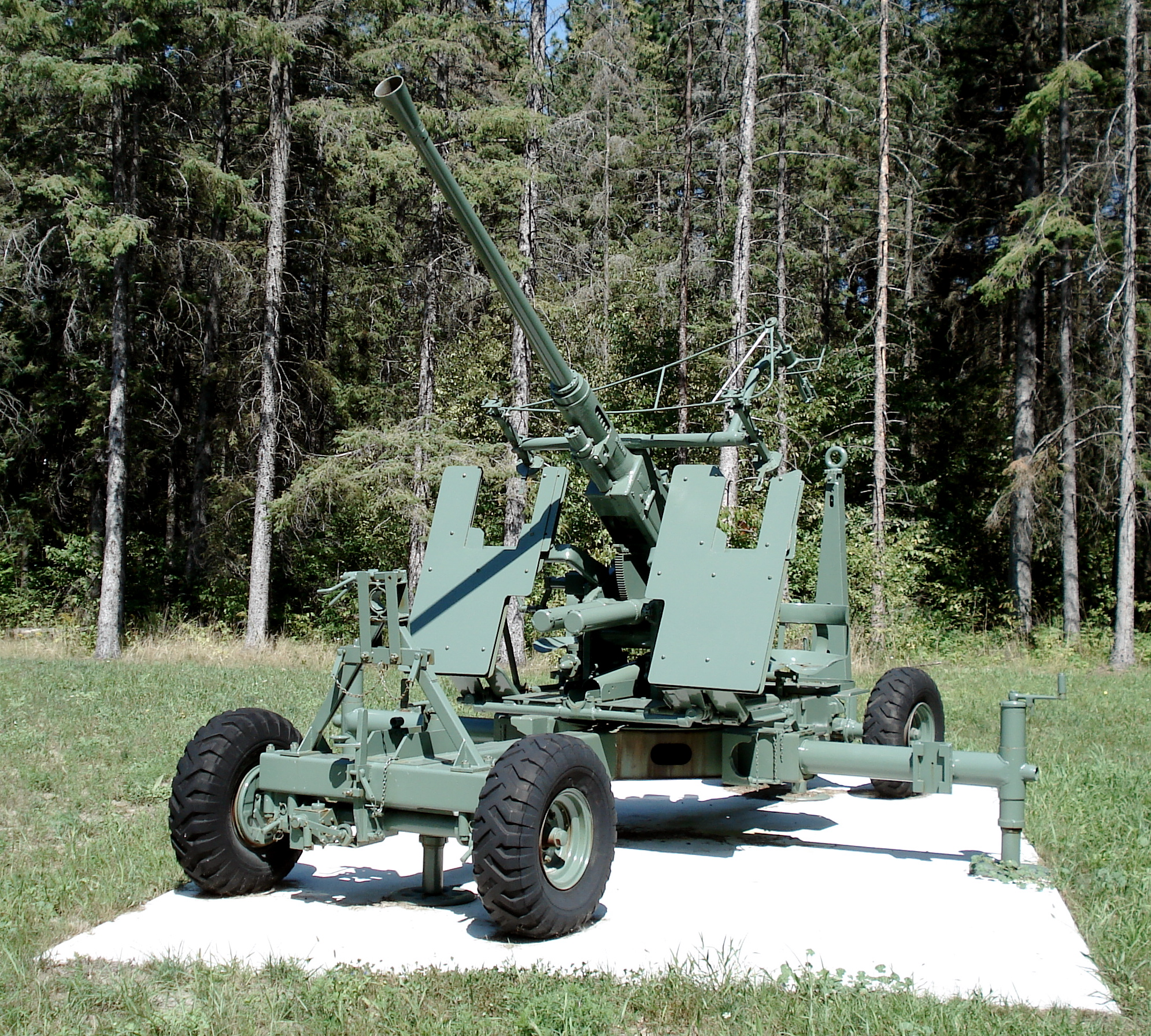
Khẩu Bofors 40 mm

Pháo tự động được sử dụng rất rộng rãi trong Chiến tranh thế giới thứ hai. Các máy bay làm bằng các vật liệu nặng nề và dễ gãy được thay bằng các máy bay làm bằng hợp kim nhẹ, bền và có tốc độ di chuyển cao, việc đó khiến súng máy không còn đủ tầm hoạt động và hỏa lực để bắn hạ chúng. Các loại pháo tự động như Oerlikon 20 mm và Bofors 40 mm đã được dùng rộng rãi trong chiến tranh không chỉ để phòng không mà còn dùng để bắn các mục tiêu dưới đất.
Xe tăng Panzer II của Đức vốn được sử dụng với số lượng lớn trong cuộc tấn công Ba Lan và trận chiến nước Pháp đã sử dụng pháo tự động 20 mm làm vũ khí chính. Các loại xe tăng khác cũng được trang bị pháo tự động làm vũ khí chính như L6/40 (1939) của Ý hay T-60 của Liên Xô (1941). Mặc dù không hiệu quả với giáp xe tăng ngay cả trong những năm đầu của chiến tranh chúng vẫn có thể đâm xuyên lớp giáp trước của các xe tăng nếu tấn công trong phạm vi gần. Pháo tự động rất hiệu quả khi chống lại các phương tiện cơ giới bọc giáp nhẹ cũng như bộ binh. Chúng được gắn nhiều trên các xe bọc thép bánh hơi vì chúng nhanh cơ động trong việc tác chiến.

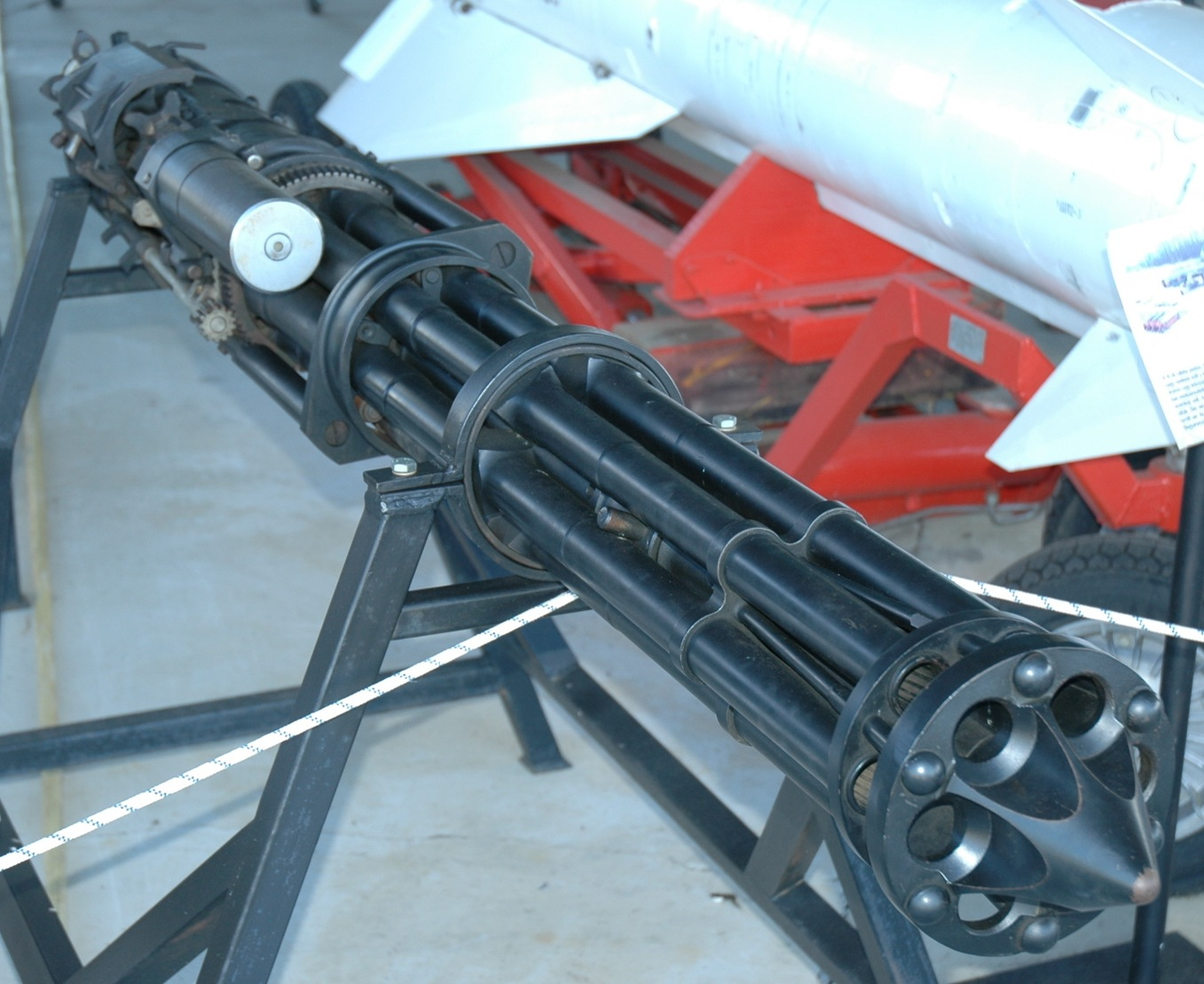
Khẩu GSh-6-30

Pháo tự động cũng đã thay thế các loại súng máy trên các máy bay tiêm kích. Nơi mà vũ khí phải đủ mạnh để xuyên thủng và phá hủy với tỉ lệ cao những điểm nguy hiểm trên các máy bay như thùng nhiên liệu hay buồng lái để có thể bắn rơi chúng. Với cỡ đạn lớn pháo có thể phá hủy một vùng lớn cấu trúc máy bay nếu nó bắn trúng. Cũng như thế pháo có thể tấn công và phá hủy các mục tiêu dưới đất một cách hiệu quả. Đến cuối chiến tranh thì hầu như các máy bay đều đước trang bị pháo các loại ngoại trừ những máy bay vốn đã được trang bị HMG cỡ nòng hơn 12,7 mm.
Sau Chiến tranh thế giới thứ hai, pháo tự động vẫn được dùng nhiều như một loại vũ khí đa năng trên đất liền, trên không hay trên tàu. Pháo tự động được trang bị rộng rãi cho các xe bọc thép chở quân vì chúng có tốc độ di chuyển cao so với các loại xe bọc thép khác có thể dễ dàng tác chiến cũng như phải có khả năng tự vệ với các mối đe dọa khác để bảo vệ binh lính đang ở bên trong. Một loại vũ khí mạnh như pháo nhưng nhỏ, nhẹ và có tốc độ bắn cao là cần thiết. Các loại đạn cũng được thiết kế để dùng cho các trường hợp khác nhau như đạn nổ mảnh để chống lại bộ binh hay đạn xuyên giáp để chống lại các phương tiện bọc giáp khác. Các loại pháo nòng xoay như M61 Vulcan hay GSh-6-30 cũng được phát triển để tăng tốc độ bắn cũng như tránh bị quá tải nhiệt quá nhanh. Chúng cũng được sử dụng trong hệ thống chiến đấu tầm gần của các tàu chiến để chống lại các tên lửa hay máy bay hoạt động ở tầm thấp.